# Diphascon
Diphascon är ett släkte av trögkrypare. Diphascon ingår i familjen Hypsibiidae.
Släktet Diphascon indelas i:
- Diphascon aculeatum
- Diphascon alpinum
- Diphascon arduifrons
- Diphascon australianum
- Diphascon behanae
- Diphascon belgicae
- Diphascon bicorne
- Diphascon bidropion
- Diphascon birklehofi
- Diphascon bisbullatum
- Diphascon boreale
- Diphascon brevipes
- Diphascon bullatum
- Diphascon burti
- Diphascon carolae
- Diphascon chilenense
- Diphascon clavatum
- Diphascon claxtonae
- Diphascon coniferens
- Diphascon dastychi
- Diphascon dolmiticum
- Diphascon elongatum
- Diphascon gerdae
- Diphascon gordonense
- Diphascon granifer
- Diphascon greveni
- Diphascon halapiense
- Diphascon higginsi
- Diphascon humicus
- Diphascon hydrophilum
- Diphascon iharosi
- Diphascon iltisi
- Diphascon langhovdense
- Diphascon latipes
- Diphascon marcuzzii
- Diphascon mariae
- Diphascon maucci
- Diphascon mirabile
- Diphascon mitrense
- Diphascon modestum
- Diphascon montigenum
- Diphascon nelsonae
- Diphascon nobilei
- Diphascon nodulosum
- Diphascon nonbullatum
- Diphascon oculatum
- Diphascon ongulense
- Diphascon onorei
- Diphascon opisthoglyptum
- Diphascon patanei
- Diphascon pingue
- Diphascon pinguiforme
- Diphascon platyungue
- Diphascon polare
- Diphascon prorsirostre
- Diphascon punctatum
- Diphascon puniceum
- Diphascon ramazzottii
- Diphascon recamieri
- Diphascon rivulare
- Diphascon rugocaudatum
- Diphascon rugosum
- Diphascon sanae
- Diphascon scoticum
- Diphascon secchii
- Diphascon serratum
- Diphascon sexbullatum
- Diphascon speciosum
- Diphascon stappersi
- Diphascon tenue
- Diphascon trachydorsatum
- Diphascon tricuspidatum
- Diphascon triodon
- Diphascon victoriae
- Diphascon zaniewi